# Butthole Surfers
A Butthole Surfers amerikai rockegyüttes, amely 1981-ben alakult. Jelenlegi tagok: Gibby Haynes, Paul Leary, King Coffey és Jeff Pinkus. Volt tagok: Teresa Nervosa, Nathan Calhoun, Kytha Gernatt, Mark Kramer, Trevor Malcolm, Terence Smart, Bill Jolly, Quinn Matthews, Scott Matthews, Andrew Mullin és Scott Stevens. Első stúdióalbumuk 1984-ben jelent meg. Az együttesre jellemző a humor, valamint az érdekes nevek, mint ahogy azt maga a zenekar neve is mutatja. Dalaik szövegei gyakran tartalmaznak fekete humort. Főként az alternatív rock műfajban zenélnek, de játszanak kísérleti (experimental) rockot, noise rockot, pszichedelikus rockot, valamint hardcore punkot is.

## Diszkográfia

### Stúdióalbumok
- Psychic...Powerless...Another Man's Sac (1984)
- Rembrandt Pussyhorse (1986)
- Locust Abortion Technician (1987)
- Hairway to Steven (1988)
- piouhgd (1991)
- Independent Worm Saloon (1993)
- Electriclarryland (1995)
- Weird Revolution (2001)

A fura nevű "piouhgd" című lemez címe navajo nyelven a következőt jelenti: "megmondtam", kiejtése pedig körülbelül megegyezik a "P.O.'ed" rövidítéssel, amely a "pissed off" rövidítése. Eredetileg 1998-ban kiadtak volna még egy stúdióalbumot is, After the Astronaut néven, viszont ismeretlen okokból soha nem jelent meg.